# NGC 2986
NGC 2986 (również PGC 27885 lub UGCA 178) – galaktyka eliptyczna (E2), znajdująca się w gwiazdozbiorze Hydry. Odkrył ją William Herschel 10 marca 1785 roku.
W galaktyce tej zaobserwowano supernową SN 1999gh.